# Route nationale 7 (Estonie)
Pour les articles homonymes, voir Route nationale 7.
La route nationale 7 (Põhimaantee 7) est une route nationale estonienne reliant Murati à la route nationale 2 en direction de la Russie. Elle mesure 22 km. Elle fait partie de la route européenne 77.

## Tracé
- Lettonie
- Comté de Võru
  - Misso